# Marcel Paquet
Pour les articles homonymes, voir Paquet.
Marcel Paquet né à Jumet, près de Charleroi, le 21 février 1947, et mort à Poznań (Pologne) le 22 novembre 2014, est un philosophe belge.
Les influences qui lui furent les plus importantes sont Spinoza, Kant, Hegel, Nietzsche, ainsi que Michel Foucault.

## Vie
Selon ses propres dires, son enfance ne fut pas très heureuse. Il a trouvé refuge dans les livres et plus particulièrement dans l’« Éthique » de Spinoza et « l’Antéchrist » de Nietzsche découverts à la Bibliothèque communale de Jumet.
Un voyage scolaire dans la ville de Londres lui a permis de connaître et admirer les œuvres de William Turner ; plus tard une visite d’Amsterdam fut à l’origine de sa passion jamais démentie pour les œuvres de Rembrandt et de Van Gogh ainsi que d’une rencontre avec le peintre Constant dont il traduisit en français « Het Opstand van de Homo ludens ».
Il s’est inscrit à l’Université libre de Bruxelles en 1964 et devint en 1967 l’assistant du professeur Pierre Verstraeten. Son mémoire de fin d’études est intitulé « L’unité problématique du kantisme dans la Critique de la force de juger ».
En 1971, il fut nommé « aspirant au Fonds national de la recherche scientifique ».
Il s’est attaché à définir « le fanatisme » et publia plusieurs articles dont « Politique de théâtre, morale sartrienne et gracieuse dialectique », « Essai sur l’absolu» qui lui valut l’amicale reconnaissance de Gérard Lebrun et l’obtention à l’Université de Tunis de la chaire d’histoire de la philosophie allemande.
C’est au cours de ce séjour tunisois qui dura de 1972 à 1974 qu’il écrivit son premier livre publié « L’enjeu de la philosophie » et qu’il entreprit la rédaction de sa thèse de doctorat « La différence des pensées de Kant et de Hegel dans la question de l’essence de l’art ».
En 1976, il fut l'un des fondateurs de la maison d'édition les Éditions de la Différence.
En 1978, il obtint le titre de Docteur en philosophie et continua ses travaux sur la peinture (René Magritte, Paul Delvaux, Fernando Botero).
En 1981, il participa avec Hans-Georg Gadamer au colloque « 1881 : the Great year of Zarathustra » organisé à la Brock University de Saint-Catharines au Canada : il y présenta son concept « la dansité » dans une communication reprise dans son livre « Magritte ou l’éclipse de l’être ».
Il s’installa par la suite au Canada et vécut en Ontario et quelque temps au Québec.
En 1988, il enseigna la littérature française à l’Université d’Udine en Italie.
De retour en Belgique, il fit la connaissance de Bram Bogart, et lui consacra de nombreuses études.
En 1993, il créa l’ « École européenne de philosophie de Charleroi ». Cette École a entre autres organisé des cours sur le concept de « conciliation éthique » et sur le projet de constitution wallonne rédigé par Paquet,.
En 1996, il s’est installé à Biarritz où il organisa une rétrospective Bram Bogart et diverses manifestations consacrées au peintre Amann et au mouvement pictural « Nouvelle Pigmentation »,.
Il est décédé à Poznań en Pologne le 22 novembre 2014,.

## Pensée et œuvre
Paquet récuse toute forme d’idéalisme au profit du monde sensible. Dans la mesure où nous sommes, selon lui, des fragments de nature et rien d’autre, la pensée lui paraît résulter d’un processus cérébral largement infra-conscient. Il insiste sur la primauté du corps et le fait  que, dans une telle optique, la conscience enregistre les résultats de la pensée, mais ne les crée pas.
Inspiré par « l’éternel retour du Même » de  Nietzsche qui, d’après Paquet, n’est pas une doctrine, mais un concept opératoire, une manière de se détourner de notre nature secondaire (qui évolue dans le monde des identités de la culture, des religions, des morales) pour retrouver notre nature première, il défend l’idée d’un retour au corps comme constituant l’unique valeur éthique.
Il a déployé ce thème spinoziste dans les directions les plus diverses : l’ontologie (L'enjeu de la philosophie, Platon: l’éternel retour de la liberté), la philosophie politique (Nous autres Européens, Le Fascisme Blanc) et l’esthétique, ceci surtout en liaison avec la peinture qu’il définit comme l’art de rendre visible le sensible, le bloc de tous les sens extra-visibles. C’est ainsi qu’il est l’auteur d’un grand nombre d’essais consacrés à des artistes  qu’il a connus personnellement : Jean Dubuffet, Alexander Calder, André Masson, René Magritte, Paul Delvaux, Fernando Botero, Sophia Vari, Corneille (l’un des six fondateurs du mouvement Cobra), Bram Bogart, Anna Wilska, Amann…
Il est aussi l’auteur de plusieurs romans a teneur philosophique : Renaissance secondaire, Merde à Jésus, L’affaire Socrate, Marie et les Jean.

## Publications

### Livres essais
- L’enjeu de la Philosophie, Paris, éditions de la Différence, coll. « Differenciation », 1976, 133 p. (ISBN 978-2-7291-0007-0)
- Botero, Essai d’analyse philosophique, Biarritz, éditions aBac, 2012 (ISBN 978-2-9535174-1-5)
- Le Fascisme Blanc ; mésaventures de la Belgique, Paris, éditions de la Différence, 1998 (ISBN 978-2-7291-1228-8)
- Platon, l’éternel retour de la liberté, Paris, éditions de la Différence, 2007, 269 p. (ISBN 978-2-7291-1665-1)
- Nous autres Européens : traité éthico-politique, Paris, éditions de la Différence, 2004, 492 p. (ISBN 978-2-7291-1515-9)
- Rouge Absolu ; Amann – Nouvelle Pigmentation, Paris, éditions de la Différence, 2012, 203 p. (ISBN 978-2-7291-1952-2)
- Dubuffet, Paris, Nouvelles éditions françaises, 1993 (ISBN 978-2-203-45111-7)
- René Magritte, la pensée visible, Cologne, Taschen, 1993 (ISBN 978-3-8228-6164-6)
- Corneille ou la sensualité du sensible, Paris, éditions Delille, 1988, 137 p. (ISBN 978-2-906510-01-2)
- Botero, Philosophie de la création, Paris, éditions Ferragus, 1985, 172 p. (ISBN 978-2-905647-00-9)
- Bogart, Paris, éditions de la Différence, coll. « Mains et Merveilles », 1990 (ISBN 978-2-7291-1215-8)
- Magritte ou l’éclipse de l’être, Paris, éditions de la Différence, 1982 (ISBN 978-2-7291-0025-4)
- Michel Journiac, l’ossuaire de l’esprit, Paris, éditions de la Différence, 1977
- Paul Delvaux et l'essence de la peinture, Paris, Éditions de La Différence, 1992, 213 p. (ISBN 978-2-7291-0105-3)
- Philippe Delsaut, Les matériaux de l'absence, Paris, éditions de la Différence, 2001

### Livres romans
- Renaissance secondaire, Paris, éditions de la Différence, 1990, 125 p. (ISBN 978-2-7291-0489-4)
- Merde à Jésus – Souvenirs de José de Nazareth, Paris, éditions de la Différence, 1989, 95 p. (ISBN 978-2-7291-1794-8)
- Marie et les Jean – Souvenirs de José de Nazareth II, Paris, éditions de la Différence, 2009, 95 p. (ISBN 978-2-7291-1794-8)
- L'affaire Socrate : roman, Paris, éditions de la Différence, 1989, 89 p. (ISBN 978-2-7291-1666-8)

### Articles et interventions
- Pour un sénat européen et transfrontalier des régions, dans Questions Régionales et citoyenneté européenne, éd. de l’Université de Liège, 2000
- Spinoza et le problème du fanatisme, Annales de l’institut de Philosophie de l’ULB, 1972
- Hegel et le fanatisme, Annales de l’institut de Philosophie de l’ULB, 1972
- Politique de théâtre ; morale sartrienne et gracieuse dialectique, Revue de l’Université Libre de Bruxelles, 1970
- Nietzsche et l’art moderne, in The great year of Zarathoustra (1881-1981) ; sous la direction de David Goicoechea, University press of America, 1983.
- L'Art de Hegel, dans Franco et al, Hegel Aujourd'hui, Vrin, 1995, p. 63-75,  (ISBN 2711612457)